# Pasquale Novi
Pasquale Novi (Angri, 15 maggio 1915 – Africa Orientale, 10 marzo 1936) è stato un militare italiano, insignito di Medaglia d'argento al valor militare (alla memoria).
Arruolato nella Regia Aeronautica, fu ucciso nei cieli eritrei durante la Guerra in Africa Orientale.

## Biografia
A 19 anni esordì come terzino destro nell'Unione Sportiva Angri 1927. Si arruolò come volontario nella Regia Aeronautica, assegnato a un reparto di Capodichino chiese di essere operativo e fu inviato in Africa. Nel corso di una missione il suo aereo, un bombardiere trimotore, fu abbattuto, e morì insieme ad altri cinque militari. Nel 1936 il Comune di Angri gli intitolò lo Stadio Comunale e il piazzale antistante. I suoi resti tornarono in Italia solo nel 1965 e deposti nel Cimitero Comunale di Angri.